# Chersodromia arenaria
Chersodromia arenaria är en tvåvingeart som först beskrevs av Alexander Henry Haliday 1833.  Chersodromia arenaria ingår i släktet Chersodromia och familjen puckeldansflugor. Arten är reproducerande i Sverige. Inga underarter finns listade i Catalogue of Life.